# ماریوش بلاشاک
ماریوش بلاشاک (انگلیسی: Mariusz Błaszczak؛ زادهٔ ۱۹ سپتامبر ۱۹۶۹) سیاست‌مدار اهل لهستان است، که هم‌اکنون به‌عنوان وزیر دفاع ملی لهستان فعالیت می‌کند. وی در فاصله سال‌های ۲۰۱۵ تا ۲۰۱۸ وزیر کشور لهستان بود.